# Franghiz Ali-Zadeh
Franghiz Ali-Zadeh (azerski Firəngiz Əlizadə, rosyjski Франгиз Али-Заде, ur. 28 maja 1947, w Baku) – azerska kompozytorka, pianistka i pedagog.

## Życiorys
W latach 1965–1973 studiowała grę na fortepianie i techniki kompozytorskie w Konserwatorium w Baku pod kierunkiem Qary Qarayeva. Po ukończeniu studiów do 1990 nauczała historii muzyki w konserwatorium w swoim rodzinnym mieście. Od 1990 roku posiada tytuł profesora muzyki współczesnej i historii stylów orkiestrowych. Najbardziej znana jest z utworów, które łączą tradycję muzyczną z Azerbejdżanu mugam i XX-wieczne zachodnie techniki kompozytorskie, zwłaszcza Arnolda Schönberga i Qary Qarayeva. Jej utwory wykonywane były przez Yo-Yo Ma i Kronos Quartet. W dniu 3 kwietnia 2008 roku Ali-Zadeh została wybrana przewodniczącym Związku Kompozytorów Azerbejdżanu. W 2008 roku Franghiz Ali-Zadeh została uhonorowana tytułem Artysty UNESCO na rzecz Pokoju.
Alternatywne zapisy nazwiska: Firangiz, Frangis, Frangiz, Franguiz; Ali-Sade, Ali-Zade and Alizade.
Obecnie mieszka w Niemczech.

## Wybrana dyskografia
- "Mugam Sayagi", z albumu Kronos Quartet: Night Prayers, wydana przez Nonesuch (1994)
- La Strimpellata Bern: Crossings: Music by Frangiz Ali-Zade, BIS Records (1997)
- "Habil-Sajahy for cello & prepared piano", na Yo-Yo Ma & The Silk Road Ensemble: Silk Road Journey – When Strangers Meet, Sony Classical (2002)
- Kronos Quartet: Mugam Sayagi: Music of Franghiz Ali-Zadeh, Nonesuch (2005)
- "Aşk Havasi" – Jessica Kuhn (wiolonczela): Giacinto Scelsi, Frangis Ali-Sade, Thorofon (2006)